# HMS Bryony (1940)
HMS Bryony (англ. ЕВК «Бриония»), в составе флота Норвегии Polarfront II (норв. Полярный фронт II) — корвет типа «Флауэр», служивший в КВМС Великобритании в годы Второй мировой войны и в ВМС Норвегии в послевоенные годы. Номер вымпела: K192.

## История

### Строительство
Заказ на строительство корвета поступил 8 апреля 1940 года. «Брайони» был заложен на стапеле верфи «Харлэнд энд Вулфф» в Белфасте 16 ноября 1940 года, его спуск на воду состоялся 15 марта 1941 года. В ходе строительства «Брайони» неоднократно подвергался авианалётам со стороны немцев (в то время силы люфтваффе активно бомбили крупные города Великобритании).
Один из таких авианалётов, состоявшийся ровно через месяц после спуска корвета на воду, привёл к тому, что недостроенный «Брайони» затонул после прямого попадания авиабомбы. Большая часть корпуса судна была затоплена, почти все броневые листы были смыты водой, а верхняя палуба была полностью разрушена. Однако инженеры верфи и официальные лица Адмиралтейства, исследовав затопленное судно, вынесли своё заключение: корабль может быть поднят со дна и отстроен.
Восстановление корабля затянулось на год с лишним. Предполагалось, что в конструкцию корабля будет входить полубак, но после авианалёта и последующего поднятия корабля со дна инженеры изменили план строительства, убрав полубак и включив в качестве надстройки бак, а также добавив несколько минных тралов. 4 июня 1942 года отстроенный «Брайони» был официально принят в состав КВМС Великобритании. Таким образом, этот корвет стал уникальным в своём роде: дольше него не строился ни один из корветов типа «Флауэр», к тому же его бак был специально удлинён (у других корветов бак был короче).

### Служба
Первым капитаном корабля стал лейтенант-командер Джон Паркер Стюарт, который был назначен на эту должность 1 мая 1942 года, ещё до ввода судна в эксплуатацию. «Брайони», покинув Белфаст, прибыл сначала в Тобермори для обучения экипажа, а затем перебазировался в док Глэдстоун (Ливерпуль), где и базировался до июня 1943 года. Его первым боевым заданием стало сопровождение арктического конвоя PQ-18.
1 сентября 1942 года завершилось снаряжение судов в Лох-Иве, а на следующий день конвой покинул порт вместе с кораблями прикрытия. 12 сентября радарами был обнаружен немецкий разведывательный самолёт FW-200 «Кондор», который тщательно отслеживал движение конвоя. Сведения, полученные пилотами, были переданы командирам немецких подлодок, которые начали охоту за кораблями PQ-18. Приблизительно семь подлодок преследовали конвой, однако начать активные боевые действия им мешали американские противолодочные самолёты «Грумман Эвенджер». 14 сентября начались активные боевые действия: субмарина U-457 торпедировала танкер «Ательтемплар» (англ. SS Atheltemplar), и его пришлось оставить в море, поскольку отбуксировать хотя бы до Шпицбергена его не представлялось возможным. Следующая волна атак пришлась на 19 сентября, кога конвой уже достиг Двинской губы: 12 бомбардировщиков Ju-88 атаковали конвой, один из них сбросил бомбы на корвет «Брайони», однако корабль не пострадал. Вскоре конвой прибыл в Архангельск. Потери составили 13 торговых судов, в то время как немцы за время преследования потеряли всего три подводные лодки и 22 самолёта.
Вскоре «Брайони» вернулся в Великобританию и продолжил службу уже в качестве корабля берегового охранения, патрулируя Северное море. Также корвет участвовал в охране конвоев по маршрутам Хэмптон-Роудс — Порт-Саид, Порт-Саид — Гибралтар и других конвоев. После окончания войны, в октябре 1945 года, корабль был исключён из КВМС Великобритании. Вскоре его купила Норвегия в 1947 году: этот корабль был переквалифицирован в судно погоды и получил название Поларфронт II. В 1979 году его исключили из ВМС Норвегии и пустили на слом.